# Silviu Nicu Macovei
Silviu Nicu Macovei (n. 18 septembrie 1976, Iași, România) este un deputat român, ales în 2016 în circumscripția electorală nr. 24 Iași din partea Partidului Social Democrat.  A fost reales în 2020 pentru un al doilea mandat de parlamentar din partea PSD Iași. 
Deputatul Silviu Macovei este viceliderul grupului social democraților din Camera Deputaților începând cu luna septembrie 2019. În calitatea sa de vicelider de grup, Silviu Macovei a avut numeroase luări de poziție în spațiul public fiind considerat unul dintre parlamentarii unui nou „val” de reformare a PSD prin interpelarea propriilor minștri PSD și prin critici manifestate public contra unor decizii controversate ale unor miniștri din propriul partid. Imediat după numirea în funcție, parlamentarul ieșean a declarat: „Nu consider această numire ca o victorie personală fiindcă eu nu muncesc de unul singur în Parlament. Este și meritul colegilor mei parlamentari din Iași împreună cu care am lucrat în Camera Deputaților. Sigur, sunt fericit că munca noastră a fost recunoscută de întreg grupul social democrat și că mi s-a acordat încrederea că voi putea aduce un suflu nou în politica de stânga în Parlamentul României" a menționat Silviu Macovei. Silviu Macovei a fost reconfirmat în poziția de vicelider al grupului PSD din Camera Deputaților în ianuarie 2021. 
Deputatul ieșean este cunoscut în spațiul public în special pentru faptul că militează constant și vocal în favoarea construirii autostrăzii „Unirii” (A8 - Iași-Târgu Mureș). De altfel, în februarie 2019, înaintea votării Legii Bugetului de Stat 2019, Silviu Macovei a fost primul parlamentar social democrat care a ieșit public și a afirmat că nu va vota bugetul dacă nu sunt prevăzute sume pentru A8, asta deși la guvernare se afla un cabinet PSD. 

### Primii ani ai carierei politice
Silviu Macovei și-a început activitatea politică în anul 2006, ca membru al organizației Tinerilor Social Democrați din România. S-a făcut remarcat în scurt timp datorită proiectelor propuse și a activităților politice în care s-a implicat. Astfel, în 2008 a devenit vicepreședinte al organizației județene a Tineretului Social Democrat Iași și totodată membru în cadrul Biroului Politic al PSD Iași. Din această poziție, Silviu Macovei a fost coordonator politic al campaniei electorale pentru alegerile Prezidențiale pe colegiu electoral 2.
Din 2010, Silviu Macovei a fost ales vicepreședinte al Organizației Județene a PSD Iași cu responsabilități politice pe colegiul 2.
În anul 2012, tânărul politician ieșean este ales în funcția de consilier județean din partea PSD.
În 2013 capătă noi responsabilități politice ca membru în Comisia de Politică Externă a PSD la nivel național.
În anul 2016 câștigă un nou mandat de consilier județean, însă rezultatele din campania electorală îl califică și câștigă un loc de candidat la alegerile parlamentare din toamna aceluiași an. PSD obține la Iași un rezultat spectaculos, iar Silviu Macovei obține primul mandat de parlamentar în Camera Deputaților. 

### Deputat în parlamentul României, 2016-2020
În primul mandat Silviu Macovei a avut 96 de propuneri legislative din care 32 au fost promulgate ca legi. Dintre acestea câteva au avut impact social considerabil:
- În 2017, Macovei a fost unul din initiatorii si semnatarii proiectului de Lege privind aprobarea obiectivului de investiții Autostrada Iași - Târgu Mureș Autostrada Unirii. In 2018 proiectul a devenit Lege nr.291.[9]

- În 2018, Macovei a fost unul din inițiatorii și semnatarii proiectului pentru declararea municipiului Iași "Capitala istorică" a României, aprobata de parlamentul Romaniei prin Legea nr.361/27.12.2018.[10]
- A propus modificarea și completarea Legii nr.509/2006 privind acordarea de miere de albine ca supliment nutritiv pentru preșcolari și elevii din clasele I-IV din învățământul de stat și confesional.

Alte legi importante:
- Propunere legislativă pentru modificarea și completarea Legii 272/2004 privind protecția și promovarea drepturilor copilului
- Modificarea și completarea Legii nr.17/2014 privind unele măsuri de reglementare a vânzării-cumpărării terenurilor agricole situate în extravilan și de modificare a Legii nr.268/2001 privind privatizarea societăților comerciale ce dețin în administrare terenuri proprietate publică și privată a statului cu destinație agricolă și înființarea Agenției Domeniilor Statului
- Modificarea și completarea Ordonanței de Guvern nr.137/2000 privind prevenirea și sancționarea tuturor formelor de discriminare și a Legii nr.202/2002 privind egalitatea de șanse între femei și bărbați

În madantul 2016 – 2020, Silviu Macovei a fost membru în Comisia juridică, de disciplină și imunități a Camerei Deputaților precum și în Comisia comună pentru integrare europeană dintre Parlamentul României și Parlamentul Republicii Moldova. De asemenea a facut parte din Grupul PRO-America din februarie 2019.

### Deputat în parlamentul României, 2020 - 2024
În decembrie 2020, Silviu Macovei a fost ales pentru a doua oară deputat din partea PSD Iași. 
În ianuarie 2021, deputatul ieșean a fost reconfirmat în funcția de vicelider al grupului social democraților din Camera Deputaților.
Silviu Macovei este membru al Comisiei pentru apărare, ordine publică și siguranță națională. De asemenea, parlamentarul a fost ales vicepreședinte al Comisiei pentru comunitățile de români din afara granițelor țării. 

Deputatul ieșean Silviu Macovei (PSD) alături de Maia Sandu, Președintele Republicii Moldova.

Deputatul ieșean este membru al Comisiei comune permanente a Camerei Deputaților și Senatului pentru exercitarea controlului parlamentar asupra activității SRI începând din decembrie 2021 . 

### Viziunea politică
Silviu Macovei este considerat una dintre figurile reformatoare ale PSD din ultimii ani. Viziunea sa politică este centrată către dialogul constant cu alegătorii formațiunii pe care o reprezintă, menținerea unei relații foarte strânse cu primarii din județul Iași și susținerea proiectelor comunităților respective.
Din această perspectivă, Silviu Macovei consideră că „fiecare cetățean, fiecare alegător, este extrem de important pentru sănătatea vieții politice, indiferent dacă este votant al partidului său, ori are în preferințe alte formațiuni politice. Interesul dezvoltării comunității locale ar trebui să surclaseze diferențele de viziune politică”.
În preambulul schimbărilor fundamentale ale Uniunii Europene, așa cum sunt ele văzute de cetățenii europeni în urma consultărilor Conferinței pentru viitorul Europei, deputatul Silviu Macovei a lansat o serie de propuneri pentru modernizarea construcției europene: 
- „trebuie renunțat la sistemul de vot în unanimitate deoarece câțiva parlamentari din una-două țări pot bloca inițiative și răspunsuri rapide ale Uniunii cum ar fi politica de extindere, politica energetică sau chiar principiile Statului de drept”
- „pentru viitorul UE este esențială unificarea sistemelor bancare într-o piață financiară comună”
- „un buget de 5-7% pentru Uniunea Europeană ar fi un pas important pentru creșterea coeziunii și investițiilor inter-statale (cum ar fi o linie europeană de trenuri de mare viteză)” (- În 2022, bugetul total al UE este estimat la aprox. 170 miliarde de euro - aprox 2% din bugetul total al țărilor membre- , în timp ce bugetul total cumulat al țărilor membre depășește 6.700 miliarde de euro[16]).

Silviu Macovei este un susținător public al Republicii Moldova, în special în lumina ultimelor amenințări destabilizatoare ale ordinii constituționale a Statului vecin. Deputatul ieșean susține ferm implicarea României în sprijinirea Republicii Moldova.

### Activități extra-politice
În data de 12 septembrie 2021, echipa Camerei Deputaților din România a câștigat turneul european de fotbal destinat parlamentelor naționale, Silviu Macovei fiind unul dintre fotbaliștii-parlamentari care a jucat și a marcat pentru echipa noastră. 